# Francis Haskell
Francis Haskell (1928 – Oxford, 18 de enero de 2000) fue un historiador del arte británico, especializado en la sociología del arte. 

## Trayectoria
Francis Haskell era hijo de Arnold Haskell (conocido creador de ballet), y de Vera Saitzoff, de origen ruso. Se educó en Eton y se formó en historia en el King's College de Cambridge, en el cual se integró en 1954. Su primer trabajo fue como empleado de una librería, al tiempo que se dedicaba ya a la indagación sobre arte. Pronto fue reconocido por su erudición y seriedad investigadora. En 1954, Haskell fue elegido "fellow" del King's. En 1967, pasó a ser docente en la Universidad de Oxford, y era la segunda persona que ocupaba la cátedra de arte; hay que tener en cuenta que Oxford fue la última gran universidad en el mundo en reconocer la historia del arte como una disciplina académica rigurosa. Fue responsable de la cátedra hasta su retiro en 1995. 
Estuvo asociado, por su posición académica, al Ashmolean Museum. Fue administrador de la Wallace Collection desde 1976 hasta 1997. Su mujer, Larissa, trabajó como conservadora en el Museo del Hermitage.
En 1976 Haskell, que fue a menudo especialista llamado para asesorar exposiciones, entró en el comité de la National Fundation de las colecciones de arte. Cuando murió a los 71 años era uno de los más destacados historiadores del arte de su generación, y reconocido internacionalmente. 
En sus obras (muchas traducidas al español), se interesó por las circunstancias en que se exponen a los pintores, y este aspecto es el que pesa en toda su obra. Empezó a escribir en 1958 sobre "Arte Veneta". Su libro Patrones y pintores, de 1963, es obra de referencia obligada sobre el patronazgo artístico. Hizo con Nicholas Penny, un extenso trabajo sobre la formación del canon clásico en la escultura europea: Taste and the Antique, en 1981.
En El museo efímero (2000), que es su último libro, analiza el significado de las exposiciones de maestros, desde sus orígenes italianos en el siglo XVII hasta las antológicas sobre Holbein (Drede, 1871), los holandeses (París, 1921) o los italianos del Renacimiento (Londres, 1930). Y llega a conclusiones polémicas y estimulantes sobre la excesiva proliferación de exposiciones temporales en detrimento de los museos.

## Obras
- Patrons and Painters. A Study of the Relations between Art and Society in the Age of the Baroque, 1963. Tr.: Patronos y pintores: arte y sociedad en la Italia del Barroco, Cátedra, 1984, ISBN 978-84-376-0452-7.
- Rediscoveries in Art: Some Aspects of Taste, Fashion and Collecting in England and France, 1976.
- Taste and the Antique: The Lure of Classical Sculpture 1500-1900, 1981, con Nicholas Penny. Tr.: El gusto y el arte de la Antigüedad, Alianza, 1990, ISBN 978-84-206-9041-4.
- History and its Images: Art and the Interpretation of the Past, 1993. ISBN 978-84-206-9049-0. Tr.: La historia y sus imágenes: el arte y la interpretación del pasado, Alianza, 1994, ISBN 84-206-9049-X
- El laborioso nacimiento del libro de arte, Ephialte, 1991, ISBN 978-84-87563-05-8.
- Pasado y presente en el arte y en el gusto, Alianza, 1990, ISBN 978-84-206-7091-1.
- The Ephemeral Museum: Old Master Paintings and the Rise of the Art Exhibition, 2000.  Trad.: El museo efímero. Los maestros antiguos y el auge de las exposiciones artísticas, Crítica, 2002, ISBN 978-84-8432-313-6 (obra póstuma).